# Weltcup der Nordischen Kombination 2006/07
Die Weltcupsaison 2006/07 der Nordischen Kombination begann am 25. November 2006 im finnischen Kuusamo und endete am 18. März 2007 am Holmenkollen bei Oslo. Während der Saison wurden vom 22. Februar bis 4. März 2007 die Nordischen Skiweltmeisterschaften in Sapporo ausgetragen.

## Ergebnisse und Wertungen

### Weltcup-Übersicht
| Datum                                                                         | Austragungsort | Disziplin                    | Sieger                                                               | Zweiter                                                                   | Dritter                                                      |
| ----------------------------------------------------------------------------- | -------------- | ---------------------------- | -------------------------------------------------------------------- | ------------------------------------------------------------------------- | ------------------------------------------------------------ |
| 25.11.2006                                                                    | Kuusamo        | HS142/15 km                  | Jason Lamy Chappuis                                                  | Hannu Manninen                                                            | Sebastian Haseney                                            |
| 26.11.2006                                                                    | Kuusamo        | HS142/7,5 km                 | Wettkampf abgesagt                                                   | Wettkampf abgesagt                                                        | Wettkampf abgesagt                                           |
| 02.12.2006                                                                    | Lillehammer1   | HS138/15 km                  | Magnus Moan                                                          | Sebastian Haseney                                                         | Hannu Manninen                                               |
| 03.12.2006                                                                    | Lillehammer1   | HS138/7,5 km                 | Christoph Bieler                                                     | Anssi Koivuranta                                                          | Maxime Laheurte                                              |
| 16.12.2006                                                                    | Ramsau         | 10 km/HS100                  | Christoph Bieler                                                     | Anssi Koivuranta                                                          | Maxime Laheurte                                              |
| 17.12.2006                                                                    | Ramsau         | HS100/7,5 km Hu.-Sprint      | Magnus Moan                                                          | Jason Lamy Chappuis                                                       | Ronny Ackermann                                              |
| 30.12.2006                                                                    | Ruhpolding2    | HS128/15 km                  | Hannu Manninen                                                       | Sebastian Haseney                                                         | Ronny Ackermann                                              |
| 03.01.2007                                                                    | Ruhpolding2    | HS128/2 × 7,5 km Team-Sprint | FinnlandHannu Manninen Anssi Koivuranta                              | DeutschlandRonny Ackermann Sebastian Haseney                              | ÖsterreichMario Stecher Christoph Bieler                     |
| 06.01.2007                                                                    | Oberstdorf3    | HS 96/15 km                  | Felix Gottwald                                                       | Hannu Manninen                                                            | Sebastian Haseney                                            |
| 13.01.2007                                                                    | Val di Fiemme  | 10 km/HS134                  | Christoph Bieler                                                     | Felix Gottwald                                                            | Jason Lamy Chappuis                                          |
| 14.01.2007                                                                    | Val di Fiemme  | HS134/4 × 5 km Team          | FinnlandVille Kähkönen Jaakko Tallus Anssi Koivuranta Hannu Manninen | Österreich IChristoph Bieler Bernhard Gruber Felix Gottwald Mario Stecher | NorwegenHåvard Klemetsen Espen Rian Petter Tande Magnus Moan |
| 20.01.2007                                                                    | Seefeld        | HS100/7,5 km                 | Felix Gottwald                                                       | Jason Lamy Chappuis                                                       | Magnus Moan                                                  |
| 21.01.2007                                                                    | Seefeld        | HS100/15 km                  | Wettkampf abgesagt                                                   | Wettkampf abgesagt                                                        | Wettkampf abgesagt                                           |
| 27.01.2007                                                                    | Harrachov      | HS100/15 km                  | Wettkampf abgesagt                                                   | Wettkampf abgesagt                                                        | Wettkampf abgesagt                                           |
| 28.01.2007                                                                    | Harrachov      | HS100/7,5 km                 | Wettkampf abgesagt                                                   | Wettkampf abgesagt                                                        | Wettkampf abgesagt                                           |
| 04.02.2007                                                                    | Zakopane       | 10 km/HS 1344                | Hannu Manninen                                                       | Jaakko Tallus                                                             | Björn Kircheisen                                             |
| 04.02.2007                                                                    | Zakopane       | HS 134/7,5 km                | Björn Kircheisen                                                     | Hannu Manninen                                                            | Magnus Moan                                                  |
| 22. Februar bis 4. März 2007 Nordische Skiweltmeisterschaften 2007 in Sapporo |                |                              |                                                                      |                                                                           |                                                              |
| 09.03.2007                                                                    | Lahti          | HS130/15 km                  | Bill Demong                                                          | Sebastian Haseney                                                         | Hannu Manninen                                               |
| 10.03.2007                                                                    | Lahti          | HS130/7,5 km Hu.-Sprint      | Björn Kircheisen                                                     | Felix Gottwald                                                            | Jason Lamy Chappuis                                          |
| 17.03.2007                                                                    | Oslo           | HS 128/15 km5                | Wettkampf abgesagt                                                   | Wettkampf abgesagt                                                        | Wettkampf abgesagt                                           |
| 18.03.2007                                                                    | Oslo           | HS 128/7,5 km                | Jason Lamy Chappuis                                                  | Felix Gottwald                                                            | Bill Demong                                                  |

1 = Ersatzaustragungsort für Trondheim

2 = Ersatzaustragungsort für Oberhof, wo wegen Schneemangels kein Springen möglich war

3 = Ersatzaustragungsort für Schonach

4 = Nach dem 10-km-Langlauf am Samstag wurde das Springen wegen widriger Wetterverhältnisse unterbrochen und auf Sonntag verlegt.

5 = Der Wettkampf wurde wegen stürmischen Windes und einer extrem aufgeweichten Anlaufspur, die auf eine nicht richtig funktionierende Kühlung zurückzuführen war, abgesagt. Die Probleme mit der Kühlung setzten sich am Sonntag fort und sorgten für eine Verzögerung des Springens für den Sprint, das schließlich unter schwierigen Windverhältnissen dennoch stattfinden konnte.

## Weltcupgesamtwertung
| Rang | Name                | Punkte |
| ---- | ------------------- | ------ |
| 01.  | Hannu Manninen      | 765    |
| 02.  | Jason Lamy Chappuis | 696    |
| 03.  | Magnus Moan         | 684    |
| 04.  | Christoph Bieler    | 679    |
| 05.  | Felix Gottwald      | 652    |
| 06.  | Björn Kircheisen    | 494    |
| 07.  | Anssi Koivuranta    | 484    |
| 08.  | Sebastian Haseney   | 474    |
| 09.  | Ronny Ackermann     | 423    |
| 10.  | Petter L. Tande     | 406    |
| 11.  | Bill Demong         | 403    |
| 12.  | Mario Stecher       | 312    |
| 13.  | Jaakko Tallus       | 274    |
| 14.  | Espen Rian          | 253    |
| 15.  | Maxime Laheurte     | 243    |
| 16.  | David Kreiner       | 233    |
| 17.  | Bernhard Gruber     | 204    |
| 18.  | Tino Edelmann       | 203    |
| 19.  | Håvard Klemetsen    | 194    |
| 20.  | Michael Gruber      | 190    |

| Rang | Name               | Punkte |
| ---- | ------------------ | ------ |
| 21.  | Ronny Heer         | 149    |
| 22.  | Wilhelm Denifl     | 138    |
| 23.  | Janne Ryynänen     | 132    |
| 24.  | Jan Schmid         | 120    |
| 25.  | Georg Hettich      | 113    |
| 26.  | Marcel Höhlig      | 102    |
| 27.  | Daito Takahashi    | 099    |
| 28.  | Matthias Menz      | 098    |
| 29.  | Lukas Klapfer      | 092    |
|      | Iver Markengbakken | 092    |
| 31.  | Thorsten Schmitt   | 090    |
| 32.  | Norihito Kobayashi | 089    |
| 33.  | Jens Kaufmann      | 088    |
| 34.  | François Braud     | 086    |
|      | Tomaž Druml        | 086    |
| 36.  | Alfred Rainer      | 083    |
| 37.  | Ville Kähkönen     | 080    |
| 38.  | Mathieu Martinez   | 079    |
| 39.  | Nicolas Bal        | 077    |
| 40.  | Jouni Kaitainen    | 073    |

| Rang | Name               | Punkte |
| ---- | ------------------ | ------ |
| 41.  | Andreas Hurschler  | 070    |
| 42.  | Jens Gaiser        | 059    |
| 43.  | Ivan Rieder        | 058    |
| 44.  | Eric Camerota      | 052    |
| 45.  | Tomáš Slavík       | 050    |
| 46.  | Johnny Spillane    | 045    |
| 47.  | Steffen Tepel      | 043    |
| 48.  | Christian Beetz    | 040    |
| 49.  | Sébastien Lacroix  | 037    |
| 50.  | Brett Camerota     | 030    |
|      | Taihei Katō        | 030    |
| 52.  | Marco Pichlmayer   | 022    |
| 53.  | Ola Morten Græsli  | 020    |
| 54.  | Jochen Strobl      | 019    |
| 55.  | Seppi Hurschler    | 018    |
| 56.  | Sergei Maslennikow | 016    |
| 57.  | Pavel Churavý      | 015    |
| 58.  | Damjan Vtič        | 006    |

| Rang | Name                | Punkte |
| ---- | ------------------- | ------ |
| 01.  | Jason Lamy Chappuis | 410    |
| 02.  | Magnus Moan         | 316    |
| 03.  | Felix Gottwald      | 304    |
| 04.  | Christoph Bieler    | 287    |
| 05.  | Björn Kircheisen    | 266    |
| 06.  | Anssi Koivuranta    | 244    |
| 07.  | Hannu Manninen      | 205    |
| 08.  | Mario Stecher       | 199    |
| 09.  | Petter Tande        | 170    |
| 10.  | Bill Demong         | 157    |
| 11.  | Ronny Ackermann     | 148    |
| 12.  | David Kreiner       | 135    |
| 13.  | Espen Rian          | 122    |
| 15.  | Sebastian Haseney   | 101    |

| Rang | Land               | Punkte |
| ---- | ------------------ | ------ |
| 01   | Österreich         | 2497   |
| 02   | Finnland           | 2165   |
| 03   | Deutschland        | 1950   |
| 04   | Norwegen           | 1891   |
| 05   | Frankreich         | 1293   |
| 06   | Vereinigte Staaten | 0503   |
| 07   | Schweiz            | 0352   |
| 08   | Japan              | 0176   |
| 09   | Tschechien         | 0093   |
| 10   | Russland           | 0032   |
| 11   | Italien            | 0029   |
| 12   | Estland            | 0015   |
| 13   | Slowenien          | 0002   |